# Ellipeiopsis cherrevensis
Ellipeiopsis cherrevensis là loài thực vật có hoa thuộc họ Na. Loài này được (Pierre ex Finet & Gagnep.) R.E.Fr. mô tả khoa học đầu tiên năm 1955.